# Riki Matsuda
Riki Matsuda (jap. 松田 力 Matsuda Riki; ur. 24 lipca 1991) – japoński piłkarz występujący na pozycji napastnika. Obecnie występuje w Avispa Fukuoka.

## Kariera klubowa
Od 2013 roku występował w klubach Oita Trinita, Nagoya Grampus, JEF United Chiba i Avispa Fukuoka.